# 席爾瓦市

席爾瓦市（西班牙語：Municipio José Laurencio Silva），是委內瑞拉的一個市，位於該國西北部法爾孔州，首府設於圖卡卡斯，始建於1989年7月6日，面積537平方公里，2011年人口32,503，人口密度為每平方公里67人。